# Острове (Сокульський повіт)
Острове (пол. Ostrowie) — село в Польщі, у гміні Домброва-Білостоцька Сокульського повіту Підляського воєводства.
Населення — 258 осіб (2011).
У 1975-1998 роках село належало до Білостоцького воєводства.

## Демографія
Демографічна структура станом на 31 березня 2011 року:
|          | Загалом | Допрацездатний вік | Працездатний вік | Постпрацездатний вік |
| -------- | ------- | ------------------ | ---------------- | -------------------- |
| Чоловіки | 119     | 16                 | 80               | 23                   |
| Жінки    | 139     | 26                 | 59               | 54                   |
| Разом    | 258     | 42                 | 139              | 77                   |